# Oplophoridae
Famille
Oplophoridae est une famille de crevettes (crustacés décapodes) de la super-famille des Oplophoroidea.

## Liste des genres
Selon World Register of Marine Species (15 avril 2016), Oplophoridae comprend les genres suivants :
- genre Hoplophorus
- genre Janicella Chace, 1986
- genre Oplophorus H. Milne Edwards, 1837 (in H. Milne Edwards, 1834-1840)
- genre Systellaspis Spence Bate, 1888